# Комета (хокейний клуб)
ХК «Комета» (чеськ. HC Kometa) — хокейний клуб з м. Брно, Чехія. Заснований у 1953 році. У 1953—1962 — «Руда Гвезда», у 1962—1976 — ЗКЛ, у 1976—1994 — «Зетор». Виступає у чемпіонаті Чеської Екстраліги. 
Домашні ігри команда проводить на «Гала Рондо» (7200). Офіційні кольори клубу синий і білий.

## Досягнення
- Чемпіон Чехословаччини (11) — 1955, 1956, 1957, 1958, 1960, 1961, 1962, 1963, 1964, 1965, 1966.
- Володар Кубка європейських чемпіонів (3) — 1966, 1967, 1968.
- Володар Кубка Шпенглера (1) — 1955.
- Чемпіон Чехії (3) — 2017, 2018, 2025 .

## Найсильніші гравці різних років
- воротарі: Владімір Надрхал, Владімір Дзурілла, Карел Ланг[en];
- захисники: Ян Каспер[en], Рудольф Потш[en], Яромір Майкснер, Олдржих Махач, Любомир Ослізло;
- нападаники: Властіміл Бубник, Славомір Бартонь[en], Броніслав Данда, Вацлав Пантучек, Зденек Наврат[en], Франтішек Ванек[en], Богуміл Прошек[en], Йозеф Черний, Франтішек Шевчик, Ярослав Їржик, Зденек Кепак, Ріхард Фарда, Мілан Кокш, Лібор Гавлічек.

Тренували клуб у роки найуспішніших виступів Едуард Фарда (1955 і 1960) і Владімір Боузек (1956—1958 і 1961—1966).